# Copa CECAFA 1999
La Copa CECAFA de 1999 fue la edición número 23 del campeonato regional del África del Este.
Todos los partidos se jugaron en Kigali del 24 de julio hasta el 7 de agosto.

## Información
- Tras el intento fallido de organizar el torneo en 1998, el Comité Ejecutivo de la CECAFA decidió que la Copa CECAFA de 1999 se realizara en  Ruanda.

- Por primera vez, todos las selecciones afiliadas a la CECAFA participaron el certamen.

## Grupo A
| Equipo   | Pts | Pld | W | D | L | GF | GA | GD |
| -------- | --- | --- | - | - | - | -- | -- | -- |
| Ruanda   | 4   | 2   | 1 | 1 | 0 | 4  | 1  | +3 |
| Tanzania | 4   | 2   | 1 | 1 | 0 | 2  | 0  | +2 |
| Yibuti   | 0   | 2   | 0 | 0 | 2 | 1  | 6  | -5 |

| 24 de julio de 1999, 12:00 | Yibuti           | 1:4 (1:3) | Ruanda                                                                                         | Estadio Amahoro, Kigali |  |
|                            | Mohamed Said 40' |           | Thierry Hitimana 16' · Nsefo Seku 25' · Amoudi Katauti 37' (pen.) · Dieudonne Hategekimana 84' |                         |  |

| 26 de julio de 1999, 13:00 | Tanzania                 | 2:0 (2:0) | Yibuti | Estadio Amahoro, Kigali |  |
|                            | Abubakar Mukabwa 36' 44' |           |        |                         |  |

| 28 de julio de 1999, 13:00 | Ruanda | 0:0 | Tanzania | Estadio Amahoro, Kigali |  |

## Grupo B
| Equipo  | Pts | Pld | W | D | L | GF | GA | GD |
| ------- | --- | --- | - | - | - | -- | -- | -- |
| Burundi | 4   | 2   | 1 | 1 | 0 | 3  | 0  | +3 |
| Uganda  | 4   | 2   | 1 | 1 | 0 | 2  | 0  | +2 |
| Somalia | 0   | 2   | 0 | 0 | 2 | 0  | 5  | -5 |

| 25 de julio de 1999, 14:00 | Uganda | 0:0 | Burundi | Estadio Amahoro, Kigali |  |

| 27 de julio de 1999, 12:00 | Burundi                                                               | 3:0 (1:0) | Somalia | Estadio Amahoro, Kigali |  |
|                            | Nicholas Lewis 32' · Shaban Daoudi 67' · Abdallah Imantona 74' (pen.) |           |         |                         |  |

| 29 de julio de 1999, 13:00 | Somalia | 0:2 (0:2) | Uganda               | Estadio Amahoro, Kigali |  |
|                            |         |           | Hassan Mubiru 9' 32' |                         |  |

## Grupo C
| Equipo   | Pts | Pld | W | D | L | GF | GA | GD |
| -------- | --- | --- | - | - | - | -- | -- | -- |
| Etiopía  | 4   | 2   | 1 | 1 | 0 | 2  | 0  | +2 |
| Sudán    | 2   | 2   | 0 | 2 | 0 | 1  | 1  | 0  |
| Zanzíbar | 1   | 2   | 0 | 1 | 1 | 1  | 3  | -2 |

| 25 de julio de 1999, 16:00 | Etiopía                                    | 2:0 (2:0) | Zanzíbar | Estadio Amahoro, Kigali |  |
|                            | Mulualem Regassad 1' · Tafesse Tesfaye 25' |           |          |                         |  |

| 27 de julio de 1999, 14:00 | Sudán | 0:0 | Etiopía | Estadio Amahoro, Kigali |  |

| 29 de julio de 1999, 15:00 | Zanzíbar       | 1:1 (1:0) | Sudán           | Estadio Amahoro, Kigali |  |
|                            | Nassor Ali 31' |           | Faisal Agab 75' |                         |  |

## Grupo D
| Equipo     | Pts | Pld | W | D | L | GF | GA | GD |
| ---------- | --- | --- | - | - | - | -- | -- | -- |
| Kenia      | 6   | 2   | 2 | 0 | 0 | 2  | 0  | +2 |
| Ruanda 'B' | 1   | 2   | 0 | 1 | 1 | 0  | 1  | -1 |
| Eritrea    | 1   | 2   | 0 | 1 | 1 | 0  | 1  | -1 |

| 26 de julio de 1999, 15:00 | Eritrea | 0:0 | Ruanda | Estadio Amahoro, Kigali |  |

| 28 de julio de 1999, 15:00 | Kenia               | 1:0 (0:0) | Eritrea | Estadio Amahoro, Kigali               |                                       |
|                            | Maurice Sunguti 84' |           |         | Árbitro(s): Michael Gazingwa (Ruanda) | Árbitro(s): Michael Gazingwa (Ruanda) |

| 30 de julio de 1999, 12:00 | Ruanda | 0:1 (0:1) | Kenia           | Estadio Amahoro, Kigali |  |
|                            |        |           | Eric Omondi 16' |                         |  |

"Ruanda "B" terminó segundo por sorteo"

## Cuartos de final
| 31 de julio de 1999, 11:00 | Ruanda                | 1:0 (0:0) | Uganda | Estadio Amahoro, Kigali |  |
|                            | Julian Nsegiyumva 67' |           |        |                         |  |

| 31 de julio de 1999, 13:00 | Burundi            | 1:0 (0:0) | Tanzania | Estadio Amahoro, Kigali |  |
|                            | Nicholas Lewis 50' |           |          |                         |  |

| 1 de agosto de 1999, 12:00 | Etiopía | 0:1 (0:1) | Ruanda           | Estadio Amahoro, Kigali |  |
|                            |         |           | Jimmy Gatete 43' |                         |  |

| 1 de agosto de 1999, 14:00 | Kenia                                              | 3:0 (2:0) | Sudán | Estadio Amahoro, Kigali |  |
|                            | Maurice Sunguti 12' 67' · Simeon Mulama 87' (pen.) |           |       |                         |  |

## Semifinales
| 3 de agosto de 1999, 12:00 | Ruanda | 0:0 (1:4 p.) | Kenia | Estadio Amahoro, Kigali |  |

| 3 de agosto de 1999, 12:00 | Ruanda B                        | 2:1 (0:0) | Burundi           | Estadio Amahoro, Kigali |  |
|                            | Faustin Gishweka 51' 89' (pen.) |           | Shaban Daoudi 56' |                         |  |

## Tercer lugar
| 7 de agosto de 1999, 11:00 | Ruanda | 0:0 (3:2 p.) | Burundi | Estadio Amahoro, Kigali |  |

## Final
| 7 de agosto de 1999, 11:00 | Ruanda B                                                             | 3:1 (2:1) | Kenia              | Estadio Amahoro, Kigali |  |
|                            | Bernard Muganika 11' · Herbert Nsihizirungu 43' · Juma Runyaneza 75' |           | Charles Kimiyu 34' |                         |  |

| Ruanda         |
| Campeón Ruanda |
| Primer título  |

## Goleadores
| Jugador                | Selección  | Goles |
| ---------------------- | ---------- | ----- |
| Maurice Sunguti        | Kenia      | 3     |
| Abubakar Mukabwa       | Tanzania   | 2     |
| Hassan Mubiru          | Uganda     | 2     |
| Nicholas Lewis         | Burundi    | 2     |
| Shaban Daoudi          | Burundi    | 2     |
| Faustin Gishweka       | Ruanda 'B' | 2     |
| Thierry Hitimana       | Ruanda     | 1     |
| Nsefo Seku             | Ruanda     | 1     |
| Amoudi Katauti         | Ruanda     | 1     |
| Mohamed Said           | Yibuti     | 1     |
| Dieudonne Hategekimana | Ruanda     | 1     |
| Mulualem Regassad      | Etiopía    | 1     |
| Tafesse Tesfaye        | Etiopía    | 1     |
| Abdallah Imantona      | Burundi    | 1     |
| Nassor Ali             | Zanzíbar   | 1     |
| Faisal Agab            | Sudán      | 1     |
| Eric Omondi            | Kenia      | 1     |
| Julian Nsegiyumva      | Ruanda     | 1     |
| Jimmy Gatete           | Ruanda 'B' | 1     |
| Simeon Mulama          | Kenia      | 1     |
| Bernard Muganika       | Ruanda 'B' | 1     |
| Charles Kimiyu         | Kenia      | 1     |
| Herbert Nsihizirungu   | Ruanda 'B' | 1     |
| Juma Runyaneza         | Ruanda 'B' | 1     |